# Llista de topònims de Cornellà del Bercol
Llista de topònims (noms propis de lloc) de Cornellà del Bercol (Rosselló).
Informació actualitzada per un bot. Els canvis manuals es perdran quan s'actualitzi!

## església
| imatge | Nom                                    | Ubicat a            | instància de         | Detalls | coordenades                                                                 | Protecció | Commons (més fotos)                             | Dades a WD                    |
| ------ | -------------------------------------- | ------------------- | -------------------- | ------- | --------------------------------------------------------------------------- | --------- | ----------------------------------------------- | ----------------------------- |
|        | Sant Cristòfol de Cornellà del Bercol  | Cornellà del Bercol | església             |         | 42° 37′ 32″ N, 2° 57′ 02″ E / 42.625694444444°N,2.9504444444444°E 18.7 msnm |           | Église Saint-Christophe de Corneilla-del-Vercol | Modifica les dades a Wikidata |
|        | santuari de la Mare de Déu del Paradís | Cornellà del Bercol | església Ús: capella |         | 42° 37′ 40″ N, 2° 57′ 31″ E / 42.6279°N,2.95868°E                           |           | Chapelle Notre-Dame-du-Paradis                  | Modifica les dades a Wikidata |

## Misc
| imatge | Nom                                    | Ubicat a            | instància de                          | Detalls                                        | coordenades                                                                                       | Protecció | Commons (més fotos)               | Dades a WD                    |
| ------ | -------------------------------------- | ------------------- | ------------------------------------- | ---------------------------------------------- | ------------------------------------------------------------------------------------------------- | --------- | --------------------------------- | ----------------------------- |
|        | Agulla de la Mar                       | Pirineus Orientals  | canal                                 | Desemboca: Estany de Sant Nazari Llarg: 13.3km | 42° 38′ 58″ N, 3° 01′ 05″ E / 42.649575°N,3.018182°E                                              |           |                                   | Modifica les dades a Wikidata |
|        | Castell de Cornellà del Bercol         | Cornellà del Bercol | castell                               |                                                | 42° 37′ 32″ N, 2° 56′ 56″ E / 42.625675°N,2.94893333333°E 20 msnm                                 |           |                                   | Modifica les dades a Wikidata |
|        | casa de la vila de Cornellà del Bercol | Cornellà del Bercol | instal·lació Ús: seu del govern local |                                                | 42° 37′ 32″ N, 2° 56′ 58″ E / 42.6256326938978°N,2.94941750798401°E fr:66200 CORNEILLA-DEL-VERCOL |           | Town hall of Corneilla-del-Vercol | Modifica les dades a Wikidata |
|        | estació de Cornellà                    | Cornellà del Bercol | antiga estació de ferrocarril         |                                                | 42° 37′ 23″ N, 2° 57′ 11″ E / 42.623°N,2.953°E                                                    |           |                                   | Modifica les dades a Wikidata |